# La submissió de les dones
La submissió de les dones (en anglés: The Subjection of Women) és un assaig escrit el 1869 pel filòsof, economista polític i funcionari públic britànic John Stuart Mill en conjunt amb la seua esposa Harriet Taylor Mill. Suart Mill va lliurar el manuscrit  juntament amb la seua obra col·laborativa Sobre la llibertat (1859) poc després de la prematura mort de la seua dona el 1858, i després continuà treballant en La submissió de les dones fins a acabar-lo, el 1861.
En el moment de la publicació, l'argument de l'assaig sobre la igualtat de gènere es considerava un afront davant les normes convencionals europees.

## Context
En la seua autobiografia, Mill descriu el seu deute a la seua esposa i a la seua filla Helen Taylor per a la creació de La submissió de les dones:
| « | Quan fou publicat, es va enriquir amb algunes idees importants de ma filla, i alguns passatges del text. Tot, però, el que és cridaner i profund dels meus escrits pertany a la meua esposa, que prové del fons del pensament que ens fa comuns, tant per les nostres innombrables converses com discussions sobre un tema que ocupava un lloc tan gran en les nostres ments. | » |

```

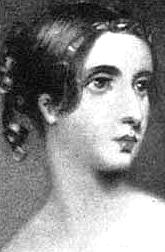
Harriet Taylor Mill (Londres, 8 d'octubre de 1807 - Avinyó, 3 de novembre de 1858)

Mentre els acadèmics consideren que John Stuart Mill fou l'únic autor de l'obra, també es va notar que algunes idees plantejades eren semblants a l'assaig de la seua esposa 
L'Emancipació de les dones
, publicat el 1851.
[
2
]
[
3
]
```

Suart Mill pensava que l'avanç moral i intel·lectual de la humanitat donaria una major felicitat. Afirmava que els plaers de l'intel·lecte produïen una felicitat major que el plaer dels sentits. Concebia els éssers humans moralment i intel·lectualment capaços per a ser educats i civilitzats. Creia que totes les persones haurien de tenir dret a vot, tret dels bàrbars i les persones sense educació.
Stuart Mill afirmava que les persones havien de votar per a defensar els seus drets i per aprendre a tenir els peus damunt la terra, de manera moral i intel·lectual. Aquest argument s'aplica tant a hòmens com a dones. Sovint feia ús del seu escó com a parlamentari per a demanar el sufragi femení, una posició controvertida llavors.
En l'època en què Suart Mill visqué, les dones estaven generalment subjectes als capricis del seu espòs i pare, pel fet que les normes socials de llavors consideraven que les dones eren inferiors físicament i mentalment als hòmens, per la qual cosa calia ''tenir-ne cura''. Contribuïen a aquesta visió tant els punts de vista religiosos sobre els papers de l'home i la dona en la família, com les teories socials centrades en el determinisme biològic. L'arquetipus de la dona ideal com a mare, esposa i mestressa de casa fou una idea molt potent en la societat del segle xix.
En el moment d'escriure l'assaig, Suart Mill reconeix que va en contra de les visions establertes socialment, i era conscient que hauria de defensar les seues idees persistentment. Creia que la desigualtat de gènere era una relíquia del passat, quan "el poder tenia la raó", però que ja no tenia cabuda en el món actual. També afirmava que negar-li l'oportunitat a la meitat de l'espècie humana perquè pogués contribuir a la societat fora de la llar, era la trava principal per a l'evolució de la humanitat.
"... La subordinació legal d'un sexe a un altre – és dolenta en si mateix, i ara és un dels principals obstacles del benestar humà; ha de ser reemplaçat per un sistema de perfecta igualtat, que no admet poder ni privilegis d'una banda, ni discapacitat de l'altra."

## Arguments

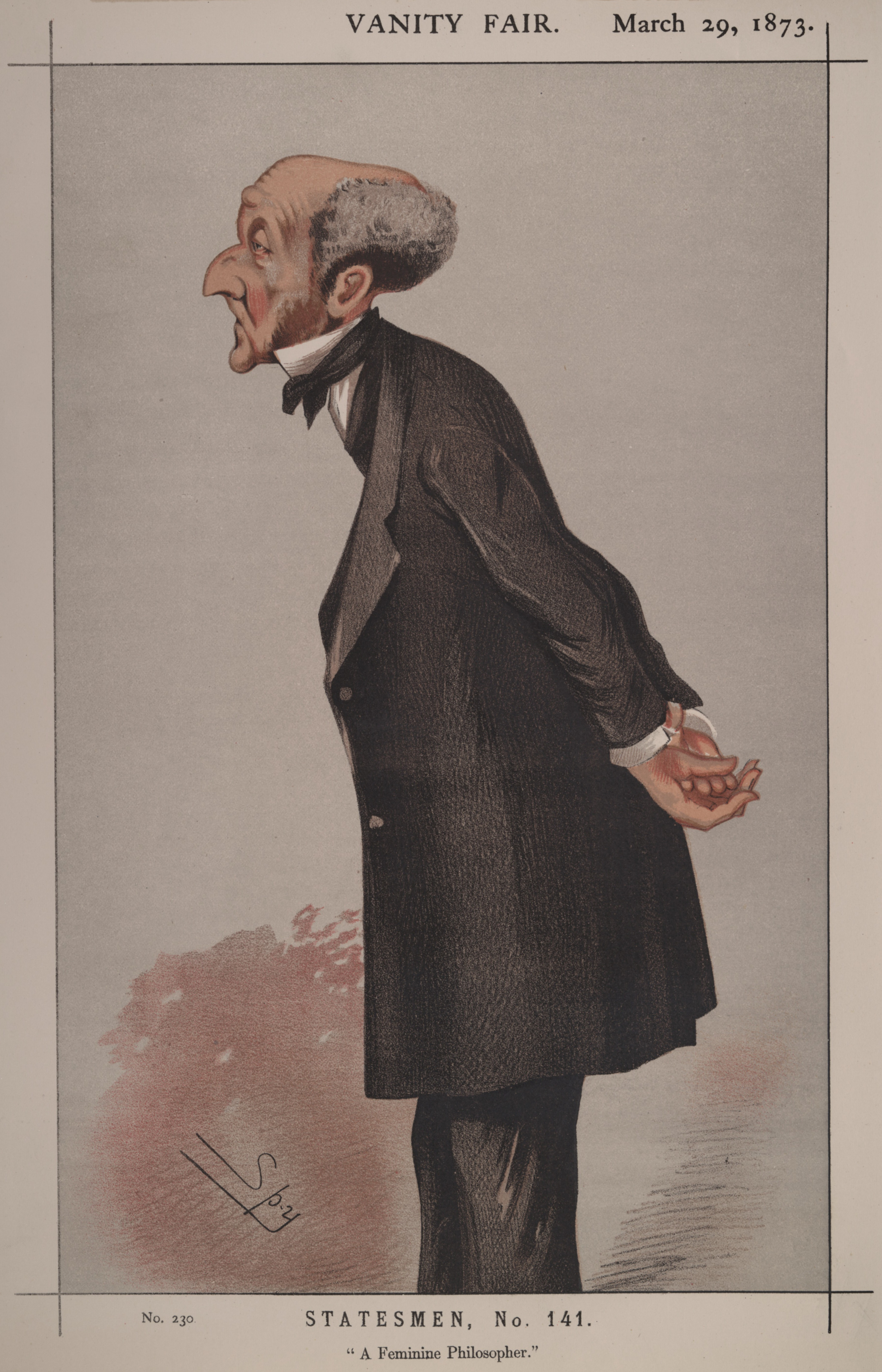
Caricatura de J. S. Mill publicada en Vanity Fair el 1873. El subtítol diu: "Un filòsof femenina"

Mill ataca l'argument que les dones eren naturalment inferiors en algunes coses als hòmens i que, per tant, els hòmens havien de prohibir-los i descoratjar-les en la realització d'algunes activitats i tasques. Sosté que els hòmens simplement desconeixen com de lluny poden arribar les dones, perquè mai no els ho han deixat intentar, i per tant no es pot pas fer una declaració autoritzada sense evidències. No podem impedir pas que les dones intenten realitzar certes accions, perquè és possible que no les puguen fer. Un argument basat en la fisiologia especulativa és precisament això, una especulació.
"L'ansietat de la humanitat per intervenir en nom de la natura (...) és una sol·licitud totalment innecessària. El que les dones per naturalesa no poden fer és completament superflu al fet que se'ls prohibisca la realització."
Quant a això, els hòmens es contradiuen perquè diuen que les dones no poden fer una activitat i volen evitar que la facen. Ací, Stuart Mill suggereix que els hòmens en realitat admeten que les dones podrien ser capaces de realitzar l'activitat, però que ells no volen pas que la facen.
Si les dones poden fer-les o no s'ha de veure en la pràctica. En realitat, no sabem pas quina és la naturalesa de les dones, pel fet que està molt concentrada en com s'han criat. Suart Mill indica que hauríem de provar què poden fer o no les dones, amb un experiment.
"Negue que qualsevol sàpiga o puga saber, la naturalesa dels dos sexes, sempre que només s'hagen vist en la seua relació actual l'un amb l'altre. Fins que no n'hi haja condicions d'igualtat, ningú no pot avaluar les diferències naturals entre hòmens i dones, perquè han estat distorsionades. El que és natural per als dos sexes sols es pot descobrir permetent que tots dos desenvolupen i usen les seues facultats lliurement."
Les dones són educades per a actuar com si fossen febles, emocionals, dòcils –un prejudici tradicional. Si hi hagués igualtat de gènere, veuríem els beneficis individuals que aportarien a les dones. Serien lliures de la infelicitat que els hòmens els hagen de dir què han de fer. I hi hauria grans beneficis per a la societat perquè duplicaria la massa de facultats mentals disponibles al servei superior de la humanitat. Les idees i potencial de la meitat de la població s'alliberarien, i produirien un gran efecte en l'evolució humana.
L'assaig de Suart Mill és clarament de naturalesa utilitarista en relació amb tres aspectes: el major bé immediat, l'enriquiment de la societat, i el creixement individual.
Si la societat realment volgués descobrir el que és vertaderament natural en les relacions de gènere, argumenta S. Mill, hauria d'establir un mercat lliure per a tots els serveis que les dones realitzen, garantint un just rendiment econòmic per a les seues contribucions en el benestar general. Sols aleshores les seues eleccions pràctiques probablement podrien reflectir els seus interessos i habilitats genuïnes.
L'autor considera que l'emancipació i educació de les dones portarien també beneficis per als hòmens. L'estímul de la competència femenina i la companyonia de persones igualment educades provocarien un major creixement intel·lectual per a tot el món. Posa l'accent en els efectes insidiosos de la companyia d'un espòs o esposa sense cultura. Sentia que els hòmens i les dones es casaven per seguir els costums i que la relació entre ells era purament domèstica. En alliberar-se les dones, S. Mill creia que estarien en millors condicions per a connectar-se intel·lectualment amb els seus marits, i se'n millorarien les relacions.
Suart Mill critica les lleis matrimonials, a les quals compara amb la submissió de les dones: "ja no hi ha esclaus legals, tret de la mestressa de cada llar". Al·ludeix a la submissió de les dones com es feia amb l'esclavitud en el passat. També afirma la necessitat de legislar reformes en el matrimoni, i reduir-lo a un acord comercial, sense imposar-hi restriccions a cap de les parts. Entre aquestes propostes hi ha el canvi de les lleis d'herència per a permetre que les dones poguessen conservar les seues propietats, i permetre que les dones tinguessen dret a treballar fora de la llar, per a obtenir estabilitat financera independent.
Una vegada més, es planteja el tema del sufragi femení. Les dones són la meitat de la població, per la qual cosa cal que tinguen dret a vot, ja que les polítiques també les afecten d'una o altra manera. Teoritza que la majoria dels hòmens votaran pels diputats que subordinaran les dones i que, per tant, les dones han de votar per a protegir els seus propis interessos.
"Sota qualsevol condició, i dins de qualsevol límit, els hòmens són admesos en el sufragi; no hi ha una ombra de justificació per a no admetre les dones sota el mateix dret."
Mill va remarcar que fins i tot que en societats tan desiguals com Anglaterra i Europa es podia trobar evidència que, quan se'ls donava l'oportunitat, les dones podien sobreeixir en els seus determinats camps. Assenyalà les reines britàniques Isabel I i Victòria I, o la patriota francesa Joana d'Arc. Si se'ls donàs l'ocasió, les dones destacarien en altres àmbits i caldria donar-los l'oportunitat d'intentar-ho.
Mill no era sols un teòric; feu activament campanya pels drets de les dones com a diputat, i fou president de la Societat Nacional per al Sufragi de les Dones.

## Conclusions
La forma en què Suart Mill interpreta els temes al llarg del temps canvia. Durant molts anys, fou vist com un filòsof inconsistent, escrivint sobre una sèrie de problemes sense relació. La consistència, però, del seu enfocament es basa en l'utilitarisme, i el bé de la societat.

### Utilitarisme
No s'ha de descartar res perquè siga simplement ''incorrecte'' o perquè ningú ho haja fet en el passat. Quan considerem les nostres polítiques, hem de buscar la felicitat per a la majoria. Açò duu a atacar en visions controvertides. Si es vol fer una cosa il·legal, s'ha d'evidenciar-se el mal que s'està fent. Així, els individus coneixeran millor els seus interessos.

### Progrés de la societat
El major bé s'entén en un sentit molt ampli, com ara el desenvolupament moral i intel·lectual de la societat. Les diferents societats es troben en diferents etapes d'evolució o civilització. Se'n poden requerir solucions diferents per això. L'important és com les encoratgem perquè vagen endavant. Podem dir el mateix respecte a les persones. Mill té una idea prou concreta del progrés individual:
- Emprant facultats superiors.
- Desenvolupament moral, amb persones amb un estret interés propi cap a les altres.

### Autosuficiència individual
Som independents, capaços de canviar i de ser racionals. La llibertat individual ofereix la millor ruta per al creixement moral. A mesura que evolucionem, serem capaços de autogovernar-nos, de prendre les nostres decisions, i no dependre més d'algú que ens diga què hem de fer. La democràcia és una forma d'autodependència. Això significa:
1. Llibertat personal: sempre que no danyem els altres, hauríem de ser capaços d'expressar les nostres naturaleses i experimentar amb les nostres vides.
2. Llibertat per a governar els nostres propis afers: les persones civilitzades són cada vegada més capaces de prendre les seues decisions, i defensar els seus propis drets. El govern representatiu és també una manera útil de fer-nos pensar sobre el bé comú.
3. Llibertat tant per a les dones com per als hòmens: Els arguments de Mill s'apliquen tant als hòmens com a les dones. Les idees prèvies sobre les diferents naturaleses entre tots dos sexes mai s'han provat de manera escaient. Les dones també poden participar en la determinació dels seus afers.